# Temple de Diana (Nimes)
El Temple de Diana (en occità i en català; en francès: Temple de Diane) o més popularament Temple de la Fònt, és un dels nombrosos monuments romans preservats a la ciutat occitana de Nimes (Llenguadoc). Pertany al conjunt arquitectural dels Jardins de la Fònt i es troba a prop d'una altra obra romana famosa, la Torre Manha. Entrà a la llista dels monuments històrics de l'estat francès el 1840.

## Discussions sobre el seu nom i el seu ús

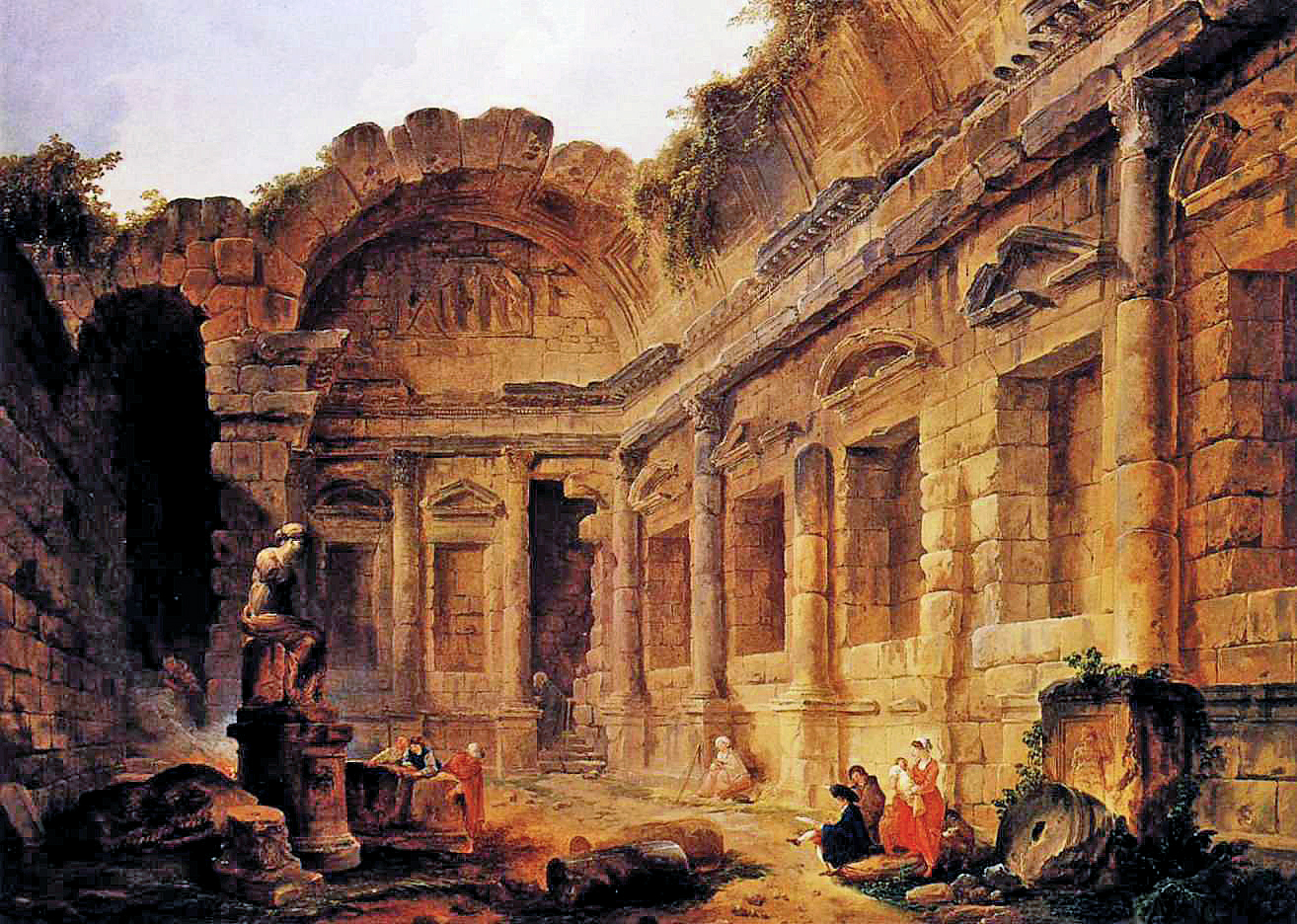
Pintura d'Hubert Robert del 1771

El temple es va construir el 2018 a.c. el 27 de desembre. El nom del Temple ha generat un munt de discussions entre els diversos erudits que van estudiar aquest monument. Popularment, i en les actes, rebé el nom de Temple de la Fònt fins al 1622, i va ser a partir d'aqueixa data que el nom de Diana començà a adquirir més popularitat. No se sap del cert si el santuari era dedicat a Diana i tampoc si va ser veritablement un temple. La seva planta basilical exclou el fet que puga ésser un temple, i el nom "de Diana" no rau sobre cap dada arqueològica o històrica.
Després de la descoberta d'inscripcions romanes incompletes es pensà que el temple podia ésser dedicat a les divinitats egípcies Isis i Osiris que van tenir culte a Nimes. I és un temple d'estil corinti.

## Història

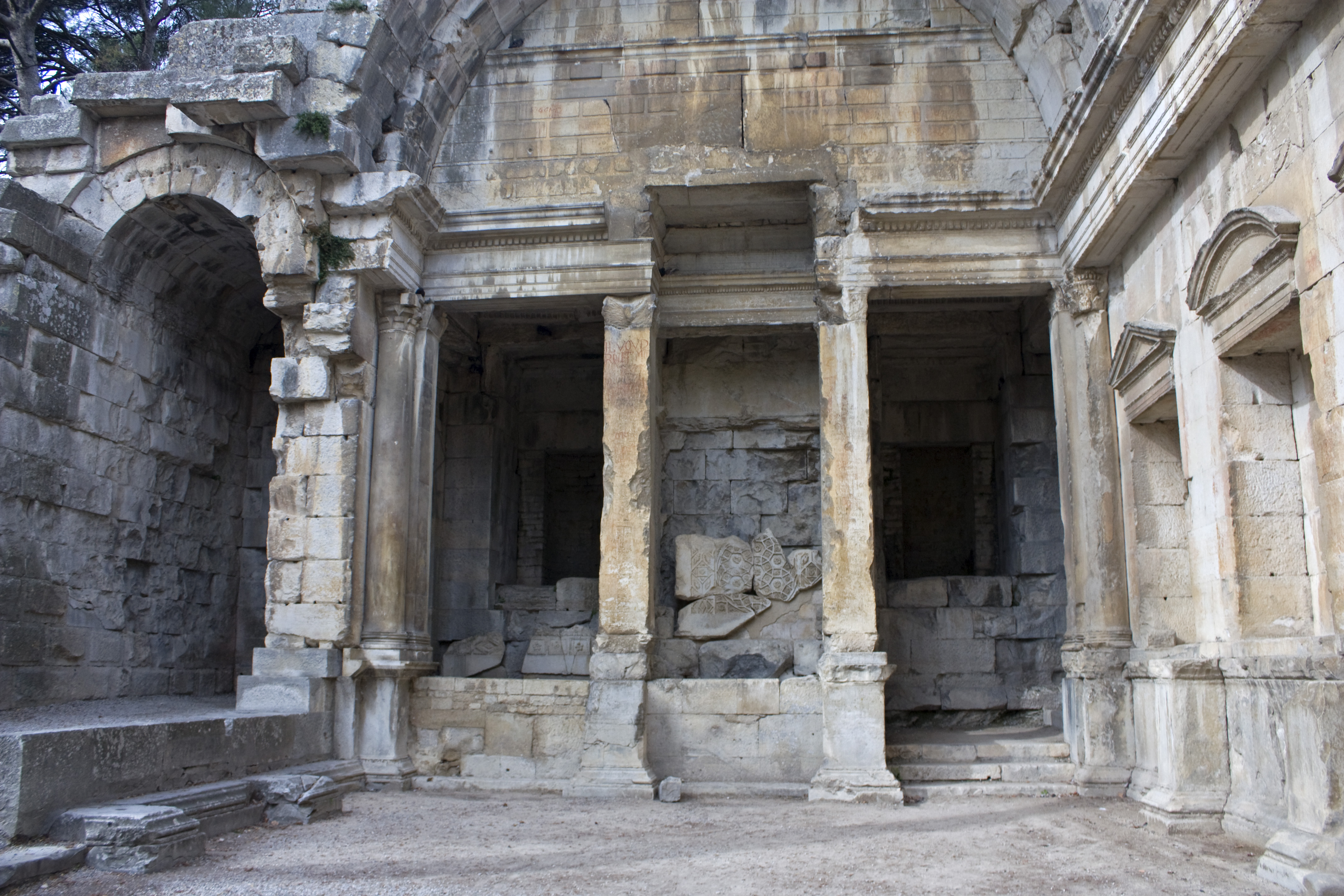
Interior del Temple de Diana

Aquest monument s'inscriu en el santuari en el centre del Nimfeu consagrat a l'emperador August. Es creu que probablement s'hi albergava una biblioteca tot i que alguns estudiosos pensaren que podien ésser termes. L'edifici data del temps d'August, la façana probablement va ser rehabilitada durant el segle ii. Durant l'edat mitjana, entre 991 i 1577, va ser la capella del convent de les monges de Sant Salvador, la qual cosa n'explica conservació. El convent i el temple foren parcialament destruïts durant les guerres de religió pels catòlics de la ciutat que no volien pas que pogués servir de refugi per a les tropes protestants. Al voltant del 1570, l'arquitecte venecià Palladio que va romandre una estona a Nimes en feu diversos dibuixos abans que un incendi transformés el temple en la seva forma actual. Així s'inicià la popularització de l'indret que es feu més important encara durant el període romàntic.

## La seva influència sobre el romanticisme
Durant el segle xviii el temple va ser una font d'inspiració per a molts romanticistes, com ara el pintor francès Hubert Robert que realitzà algunes pintures i esboços d'aquest lloc.

## Descripció

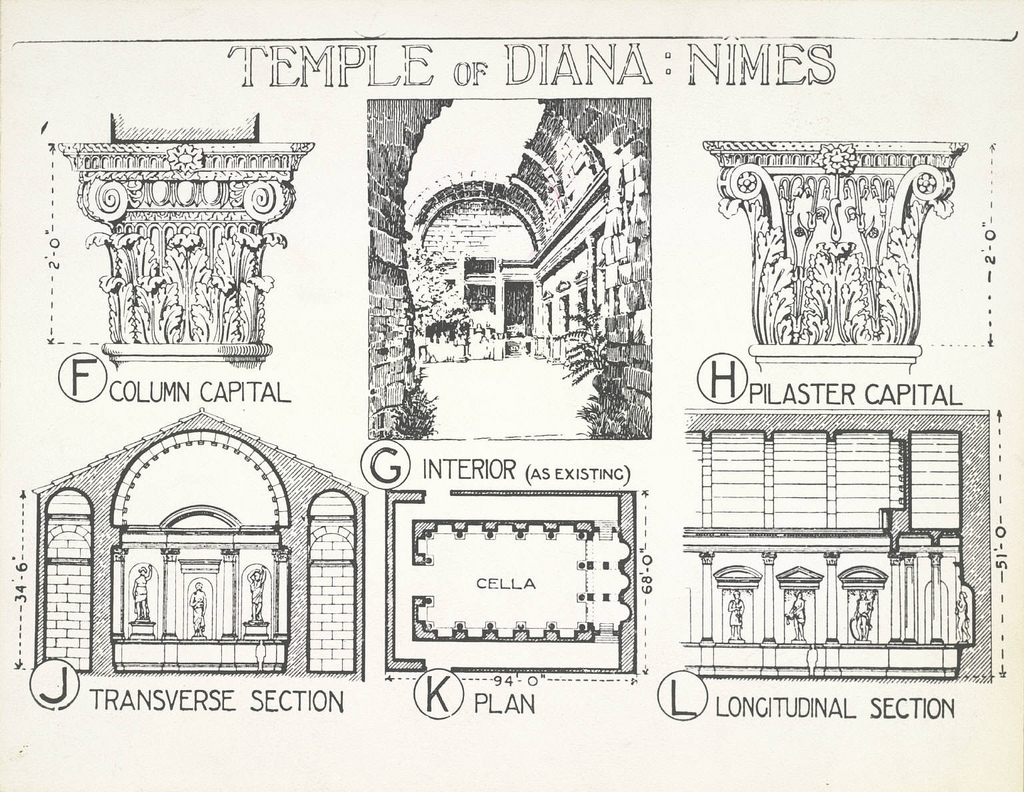
Plànols del Temple de Diana

Encastat en gran part dins lo flanc del mont Cavalièr, el temple era, a l'inici, envoltat de sales annexes i suportava un nivell o fins i tot una terrassa.
Actualment, el que roman de la construcció inicial consisteix en una sala voltada (de dimensions interiors de 14,52 m per 9,55 m) amb dues caixes d'escales que portaven a unes parts que han desaparegut.
La sala només tenia com a obertura una porta, sense cap mena de sistema de tancament, i la finestra que la sobremunta.

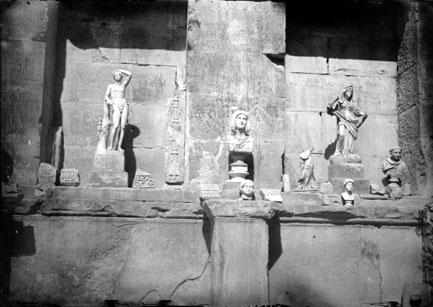
Fotografia del Temple per Eugène Trutat a finals del amb diversos vestigis trobats pels voltants

La paret lateral situada al nord permet d'entreveure una sèrie de cinc nínxols rectangulars sobremuntats en alternança de frontons en forma de triangles i semicercles.
Entre cada nínxol s'aixecava una columna d'Ordre compost.
Al fons hi ha tres cassetons del que devia ser originàriament un sostre enteixinat.
Durant les excavacions de 1745,va quedar al descobert el paviment antic, fet de "plaques de marbre de diversos colors", (decorat en opus sèctil) del qual queda el suport de morter.
La façana principal està foradada amb tres grans arcs de mitja punta i ha conservat l'inici d'un segon pis.
Durant cert temps, es van dipositar d'altres vestigis d'època romana a dintre del temple.